# Seconda battaglia di Polack
La seconda battaglia di Polack avvenne tra il 18 e il 20 ottobre 1812 presso Polack, durante la campagna di Russia della Grande Armata di Napoleone. Le truppe russe del generale Peter Wittgenstein attaccarono e sconfissero le forze franco-bavaresi del maresciallo Laurent de Gouvion-Saint-Cyr. Dopo questo successo i russi presero Polack e smantellarono le operazioni militari francesi in Bielorussia.

## Contesto storico
Dopo che la Russia aveva deciso di infrangere il blocco continentale imposto da Napoleone, i francesi avevano organizzato una spedizione nel cuore della Russia, con l'intento di forzare lo zar Alessandro I a ripristinare il blocco e a riprendere la politica di sabotaggio dei commerci con l'Inghilterra.
Questo immenso piano aveva richiesto la costituzione del più grande esercito che il suolo europeo avesse mai visto: la Grande Armée era composta da oltre 600 000 uomini, provenienti da buona parte dell'Europa ancora alleata a Napoleone. Mentre il grosso dell'esercito avrebbe proseguito la propria marcia verso la capitale russa, Mosca, due armate sarebbero state poste di guardia ai fianchi settentrionale e meridionale del corpo di spedizione: a sud, in Ucraina,  le truppe austriache del Principe Schwarzenberg e a nord, in Bielorussia, le armate francesi di Oudinot e Saint-Cyr.

## Antefatti
Il ruolo strategico dell'armata comandata da Oudinot e Saint-Cyr a Polack era molto chiaro: proteggere i depositi invernali di Vitebsk e Minsk ed impedire alle truppe di Wittgenstein, poste a protezione di San Pietroburgo, di minacciare l'armata napoleonica dal fianco ed attaccarne le retrovie. Le armate avevano quindi un ruolo di estrema importanza: bloccare i russi era fondamentale per impedire l'accerchiamento del corpo principale della Grande Armée.

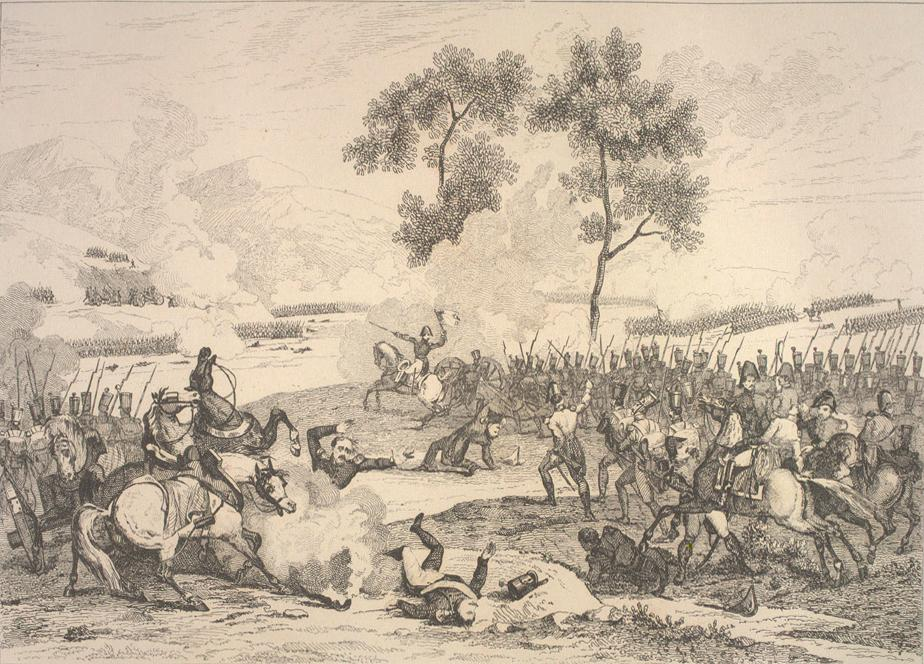
Prima battaglia di Polack, combattuta nell'agosto 1812

I russi avevano già tentato una volta di infrangere il blocco e passare la Dvina Occidentale a fine agosto 1812: in tale data le forze francesi erano riuscite a respingere l'assalto dei russi, infliggendo anche un buon numero di perdite.
Due mesi dopo, la situazione era nettamente cambiata: la forze di Wittgenstein erano aumentate in maniera considerevole e superavano numericamente i francesi, quasi in rapporto di 2 a 1. Delle circa 50 000 truppe russe, 31 000 erano regolari sotto il comando di Wittgenstein, 9 000 provenivano da milizie della stessa Polack e ad altre 9 000 erano poste sotto il comando di Steinheil. Le truppe di Oudinot e Saint-Cyr erano tra le 23 000 e le 27 000. Il 18 ottobre, l'assalto alle posizioni francesi sulla Dvina Occidentale ebbe inizio.

## Lo scontro

### Primo Giorno

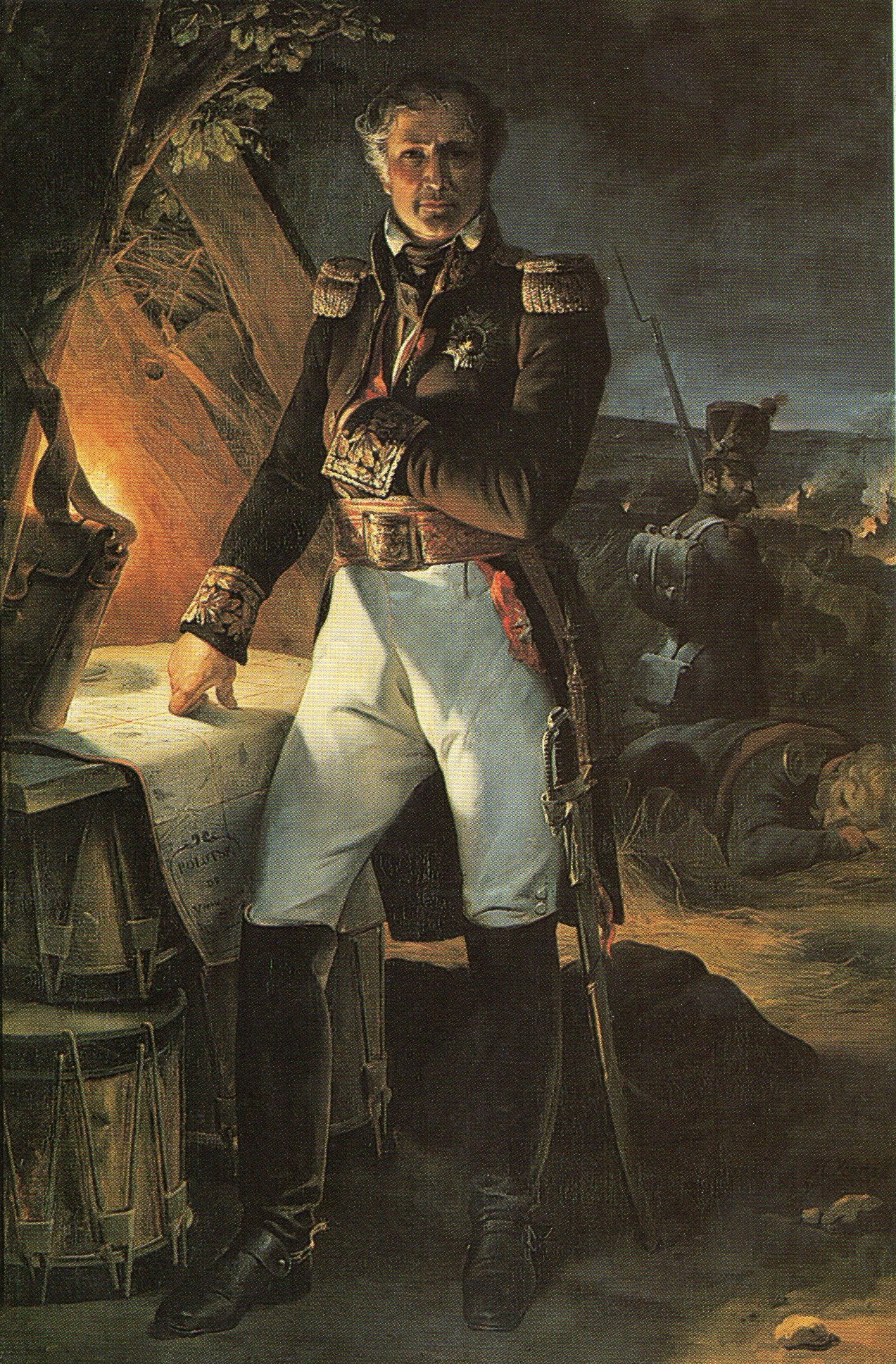
Il maresciallo Saint-Cyr

I russi decisero di operare nel seguente modo: il corpo principale di Wittgenstein e le milizie locali avrebbero ingaggiato le posizioni francesi in una ripetuta serie di assalti, fungendo da diversivo, mentre le truppe di Steinheil avrebbero lentamente aggirato la città di Polack e preso il nemico alle spalle, accerchiandolo e successivamente distruggendolo completamente.
Pertanto, l'esercito russo si avventò in sette successivi e sanguinosi assalti alle linee francesi, che resistettero a tutti i tentativi. La battaglia fu feroce e si stima che le perdite russe siano state tra le 8 000 e le 12 000, mentre quelle francesi, seppur più contenute, abbiano raggiunto comunque le 8 000. Intento a proseguire l'attacco il giorno seguente, una volta che Steinheil avesse raggiunto la posizione ideale, Wittgenstein fece bombardare Polack, fino a che la città non fu avvolta dalle fiamme.

### Secondo Giorno
Sul finire del secondo giorno, le truppe di Steinheil erano a soli 6 km dalla città quando Saint-Cyr si accorse della loro presenza. Realizzando il pericolo di un accerchiamento e che la città non era più difendibile, Saint-Cyr la fece evacuare. Una serie di violenti combattimenti urbani sorse tra le forze russe, pronte a lanciare il decisivo assalto, e le forze francesi in ritirata.

### Terzo Giorno
Volendo assicurare una via d'uscita alle proprie truppe lungo la strada che portava a sud, Saint-Cyr ordinò ai suoi contingenti bavaresi di ricacciare indietro le forze di Steinheil. I bavaresi compirono magistralmente il compito affidatogli, mandando in fuga Steinheil con numerose perdite. Ciononostante, la città di Polack era perduta e i francesi adesso dovevano battere in ritirata.

## Conseguenze
La sconfitta subita dai francesi metteva seriamente a rischio non solo la riuscita della campagna di Russia, ma l'intera sopravvivenza delle truppe francesi sul territorio russo: il fianco settentrionale dell'esercito era adesso scoperto, i depositi sarebbero stati catturati a breve e soprattutto, l'armata di Wittgenstein, rinforzatasi e numericamente superiore, poteva scendere e colpire direttamente il corpo principale dell'esercito napoleonico.
Dopo tre lunghi giorni di combattimento, i francesi non erano più in grado di affrontate gli uomini di Wittgenstein, in netta superiorità numerica. Due settimane dopo, il deposito di provviste di Vitebsk fu catturato dai russi: dal punto di vista logistico, questa era una catastrofe per Napoleone, che adesso avrebbe dovuto anche confrontarsi con la possibilità di venire accerchiato da nord, a causa della rottura della linea difensiva della Dvina Occidentale.
Questo accadrà circa un mese dopo, nella battaglia della Beresina, dove Napoleone sarà circondato dagli eserciti russi su tre lati e riuscirà a salvarsi solo a costo di numerose perdite umane.